# Syncrossus hymenophysa
Syncrossus hymenophysa és una espècie de peix de la família dels cobítids i de l'ordre dels cipriniformes.
Fa 21 cm de llargària màxima. Es reprodueix en petits rierols de boscos pantanosos. Menja cucs, crustacis i insectes.
És una espècie nocturna, inofensiva per als humans i popular en aquariofília. Pel seu comportament agressiu, no és una espècie adequada per a aquaris comunitaris. Igual que altres espècies de Syncrossus, cal que estigui acompanyat, com a mínim, de 5 o més exemplars de la seua espècie (preferiblement 10 o més) per permetre-li formar un grup jerarquitzat.

## Hàbitat i distribució geogràfica
És un peix d'aigua dolça, demersal i de clima tropical, el qual viu als llacs, rius i, també, en rierols de muntanya de substrat rocós a prop d'arbres, troncs submergits, troncs flotants o cases d'Indonèsia (Sumatra i Borneo) i Malàisia. A la conca del riu Kapuas (Borneo), comparteix el seu hàbitat amb Barbonymus schwanenfeldii, Crossocheilus oblongus, Cyclocheilichthys janthochir, Epalzeorhynchos kalopterus, Paracrossochilus vittatus, Puntius endecanalis, Puntius everetii, Puntius kuchingensis, Puntius trifasciatus, Rasbora caudimaculata, Rasbora cephalotaenia, Rasbora sarawakensis, Rasbora trilineata, Trigonopoma gracile, Trigonopoma pauciperforatum, Homaloptera nebulosus, Homaloptera orthogoniata, Nemacheilus saravacensis, Nemacheilus spiniferus, Vaillantella cinnamomea, Chromobotia macracanthus, Pangio semicincta, Hemibagrus wyckii, Mystus castaneus, Mystus singaringan, Kryptopterus bicirrhis, Datnioides microlepis, Nandus nebulosus, Helostoma temminkii, Channa pleurophthalma i Mastacembelus erythrotaenia.